# Oregon Route 103

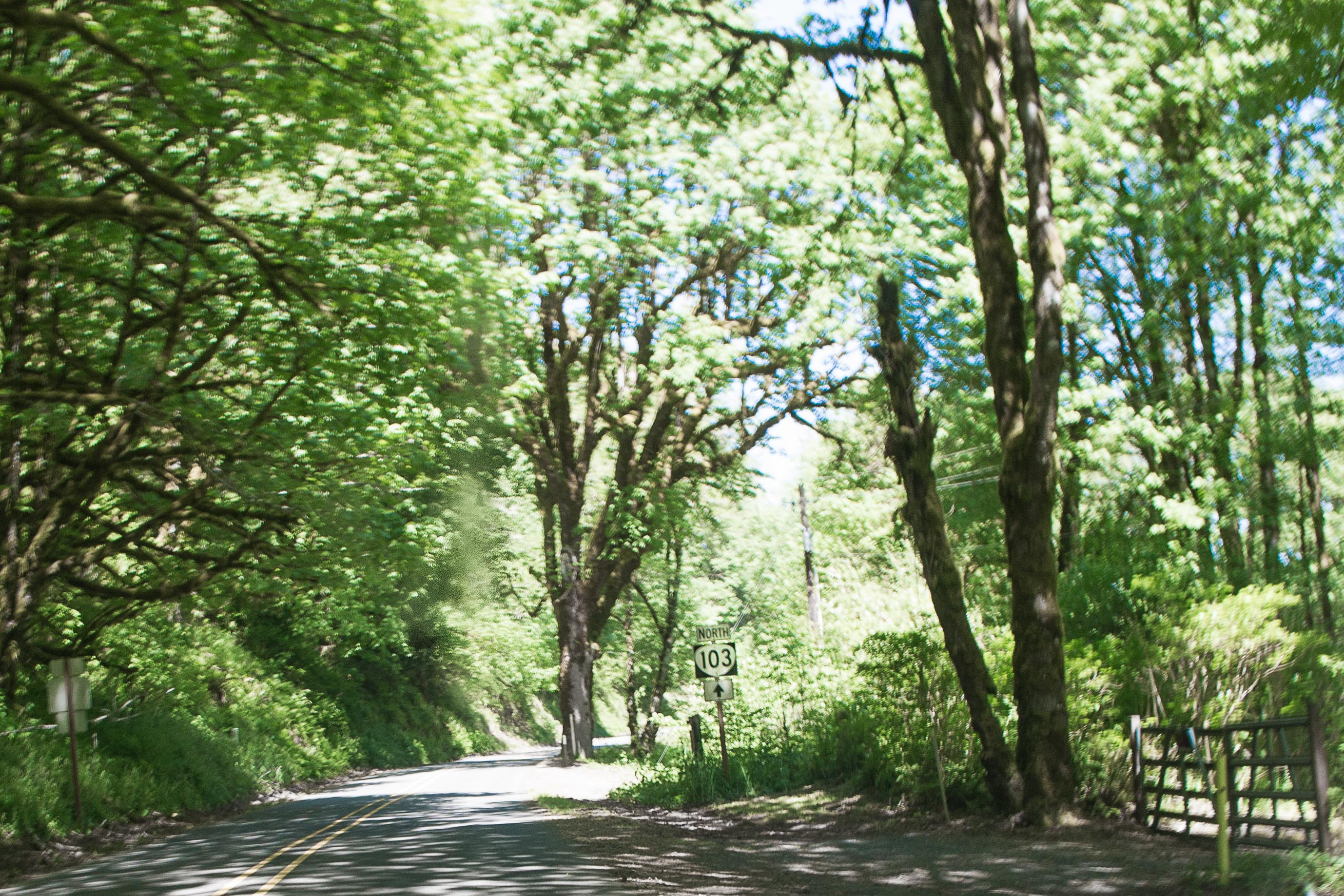
Észak felé tekintve

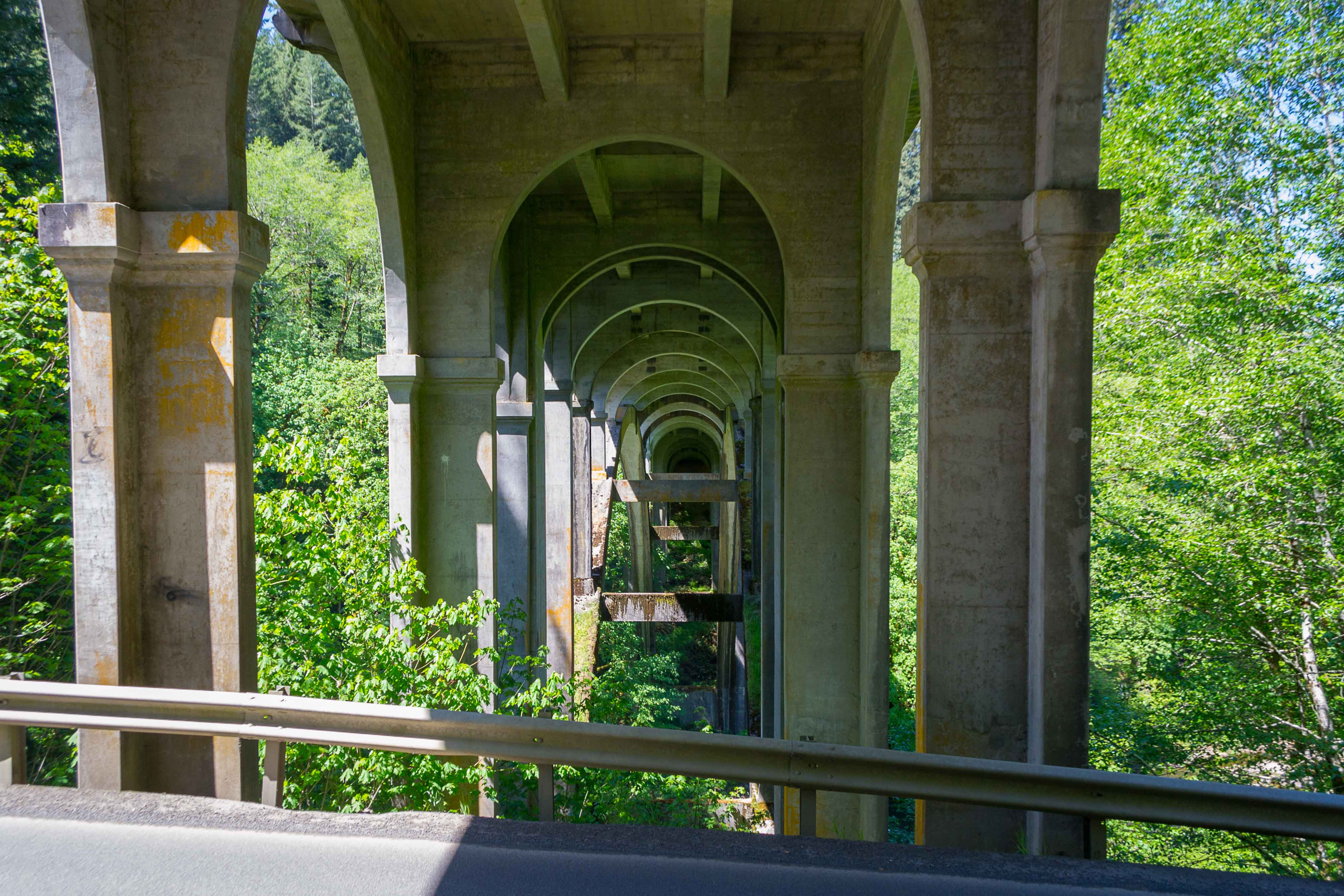
A Nehalem folyami híd

Az Oregon Route 103 (OR-103) egy oregoni állami országút, amely észak–déli irányban a 26-os szövetségi országút Jewell Junction-i elágazásától a 202-es út jewelli kereszteződéséig halad.
A szakasz Fishhawk Falls Highway No. 103 néven is ismert.

## Leírás
A szakasz a 26-os szövetségi országútról a Nehalem-folyó keleti partján kialakított rámpán keresztül ágazik le. Észak és kelet felé kanyarogva újra keresztezi a Nehalem-folyót, majd kelet felé haladva eléri Grand Rapidset, majd észak felé néhány újabb ívvel a 202-es út jewelli elágazásához érkezik, ahol Vernonia és Astoria felé lehet továbbmenni.
Az utat 1941-ben eredetileg másodrendű főútvonalként létesítették, majd 2002. szeptember 19-én kapta meg a 103-as számot.

## Fordítás
- Ez a szakasz részben vagy egészben  az   Oregon Route 103 című angol Wikipédia-szócikk History című fejezete ezen változatának fordításán alapul.  Az eredeti cikk szerkesztőit annak laptörténete sorolja fel. Ez a jelzés csupán a megfogalmazás eredetét és a szerzői jogokat jelzi, nem szolgál a cikkben szereplő információk forrásmegjelöléseként.